# Caitlin Gregg
Caitlin Gregg, geb. Compton (* 7. November 1980 in New York City) ist eine US-amerikanische Skilangläuferin und Biathletin.
Caitlin Gregg wuchs die ersten Jahre ihres Lebens in New York City auf. Mit neun Jahren zog sie mit ihrer Familie nach Warren in Vermont und besuchte das College in Marquette, Michigan. Sie begann ihre Karriere 2001 als Langläuferin im Nord-America-Cup. Schon in ihrem dritten Rennen, einem 10-Kilometer-Rennen, erreichte sie als Siebte eine Top-Ten-Platzierung. Trotz mehrerer guter Ergebnisse schaffte Gregg nicht den Sprung in den Langlauf-Weltcup. Bei den Nordischen Skiweltmeisterschaften 2007 in Liberec belegte sie den 60. Platz über 10 km Freistil und den 14. Rang mit der Staffel. Deshalb wechselte sie 2007 zum Biathlonsport. Daneben trat sie weiter auf nationaler Ebene im Langlauf an und gewann 2008 den Titel als US-Meisterin über 5 Kilometer und wiederholte diesen Erfolg auch 2009 in Anchorage. Ihr Debüt im Biathlon-Europacup gab Gregg 2008 in Langdorf. Im Einzel belegte sie den 33. Rang. Nach nur vier Rennen im Europacup startete sie 2008 bei ihren ersten Biathlon-Weltmeisterschaften. Bestes Ergebnis war ein überraschend guter Platz 37 im Einzel. In Pyeongchang gab sie kurz darauf als 60. im Sprint ihr Debüt im Biathlon-Weltcup. Nach der Saison 2007/08 wechselte sie wieder zum Skilanglauf. Im Januar 2009 lief sie in Whistler ihr erstes Weltcuprennen im Skilanglauf, welches sie auf den 32. Platz im 15-km-Verfolgungsrennen beendete. Bei den Nordischen Skiweltmeisterschaften 2009 in Liberec wurde sie 59. der 15-km-Verfolgung und als Schlussläuferin mit Kikkan Randall, Morgan Arritola und Elizabeth Stephen 14. in der 4 × 5-km-Staffel. Ihre ersten Weltcuppunkte holte sie im Februar 2010 in Canmore mit dem 14. Platz über 10 km Freistil. Dies ist auch ihre bisher beste Platzierung bei einem Weltcuprennen. Bei den Olympischen Winterspielen 2010 in Vancouver kam sie auf den 42. Rang im 15-km-Verfolgungsrennen, den 30. Platz über 10 km Freistil und den 11. Platz mit der Staffel. 2011, 2013 und 2014 siegte sie beim American Birkebeiner.
Bei den Nordischen Skiweltmeisterschaften 2015 in Falun holte sie die Bronzemedaille über 10 km Freistil.
Bei der US Super Tour, bei der sie seit 2006 teilnimmt, erreichte sie bisher 35 Podestplatzierungen und 19 Siege und gewann 2007 und 2014 die Gesamtwertung. (Stand 24. März 2015)

## Biathlon-Weltcup-Platzierungen
Die Tabelle zeigt alle Platzierungen (je nach Austragungsjahr einschließlich Olympische Spiele und Weltmeisterschaften).
- 1.–3. Platz: Anzahl der Podiumsplatzierungen
- Top 10: Anzahl der Platzierungen unter den ersten zehn (einschließlich Podium)
- Punkteränge: Anzahl der Platzierungen innerhalb der Punkteränge (einschließlich Podium und Top 10)
- Starts: Anzahl gelaufener Rennen in der jeweiligen Disziplin
- Staffel: inklusive Mixed- und Single-Mixed-Staffeln

| Platzierung | Einzel | Sprint | Verfolgung | Massenstart | Staffel | Gesamt |
| ----------- | ------ | ------ | ---------- | ----------- | ------- | ------ |
| 1. Platz    |        |        |            |             |         |        |
| 2. Platz    |        |        |            |             |         |        |
| 3. Platz    |        |        |            |             |         |        |
| Top 10      |        |        |            |             |         |        |
| Punkteränge |        |        |            |             | 1       | 1      |
| Starts      | 1      | 3      | 1          |             | 2       | 7      |
| Stand: 2014 |        |        |            |             |         |        |